# P4 (llenguatge de programació)
 P4, en ciències de la computació, és un llenguatge de programació de domini específic dissenyat per a gestionar paquets de xarxa. P4 permet la programació de l'enrutament de paquets. P4 és de codi obert i sota la llicència Apache mantingut per una organització sense ànim de lucre anomenada "The P4 Language Consortium".

## Característiques
Especificacions principals de P4 :
- Independència de la plataforma : el codi P4 es pot compilar en diversos processadors, FPGAs i SoC.
- Independència de protocol : tals com IP, Ethernet, TCP, VxLAN o MPLS.
- Reconfigurabilitat : o suport de canvis de manteniment.

## Components
- Headers (Capçaleres que defineixen el format dels paquets).
- Parsers (Analitzador sintàctic).
- Tables (Taules d'enrutament de paquets).
- Actions (camps dels paquets i metadades).
- Control Flow (és l'execució condicional o algorisme).

## Implementacions reals
| Empresa  | Data | Processador | Descripció                          |
| -------- | ---- | ----------- | ----------------------------------- |
| Barefoot | 2017 | Tofino      | Ethernet switch, Commutador (xarxa) |